# Rio Boldişor
O Rio Boldişor é um rio da Romênia afluente do Rio Neagra, localizado no distrito de Iaşi.